# Opisthoproctus soleatus
El pez sola (Opisthoproctus soleatus), también conocido como opistoprocto de suela, es una especie de pez marino actinopterigio.

## Morfología
La longitud máxima descrita es de 10,5 cm. Sin espinas en las aletas, en la aleta dorsal tiene unos 12 radios blandos, los lados del cuerpo son oscuros, la cabeza tiene abajo y detrás del ojo abundantes y grandes melanóforos, hocico ventralmente translúcido. La aleta anal tiene dos o tres radios rudimentarios apenas visibles.

## Distribución y hábitat
Es un pez marino batipelágico de aguas profundas, que vive en un rango de profundidad entre 300 y 800 metros aunque normalmente entre 500 y 700 metros. Se distribuye por todos los grandes océanos en aguas tropicales y templadas. También puede encontrarse mesopelágico, aunque probablemente no realice migraciones verticales.
Se alimentan principalmente de pequeños crustáceos, principalmente copépodos, siendo los huevos y las larvas pelágicos.